# Краскі (Лодзинське воєводство)
Краскі (пол. Kraski) — село в Польщі, у гміні Свіниці-Варцькі Ленчицького повіту Лодзинського воєводства.
Населення — 165 осіб (2011).
У 1975-1998 роках село належало до Конінського воєводства.

## Демографія
Демографічна структура станом на 31 березня 2011 року:
|          | Загалом | Допрацездатний вік | Працездатний вік | Постпрацездатний вік |
| -------- | ------- | ------------------ | ---------------- | -------------------- |
| Чоловіки | 86      | 19                 | 54               | 13                   |
| Жінки    | 79      | 10                 | 41               | 28                   |
| Разом    | 165     | 29                 | 95               | 41                   |